# Mirjam Puchner
Mirjam Puchner (Salisburgo, 18 maggio 1992) è una sciatrice alpina austriaca.
È sorella di Joachim, a sua volta sciatore alpino di alto livello.

## Biografia
Specialista delle prove veloci originaria di Sankt Johann im Pongau, ha esordito nel Circo bianco il 6 dicembre 2007 partecipando a Gosau a uno slalom gigante valido come gara FIS e giungendo 55ª. Ha debuttato in Coppa Europa il 1º marzo 2010, ottenendo il 14º posto nel supergigante disputato sulle nevi di Auron; il 5 dicembre dello stesso anno ha conquistato, nella stessa manifestazione continentale, il primo podio piazzandosi 3ª nel supergigante di Lillehammer Kvitfjell alle spalle della connazionale Jessica Depauli e della tedesca Veronique Hronek.
In Coppa del Mondo ha esordito il 12 gennaio 2013 a Sankt Anton am Arlberg, piazzandosi 47ª in discesa libera; ha colto la prima vittoria in Coppa Europa il 13 gennaio 2014, nel supergigante di Innerkrems, e la prima vittoria in Coppa del Mondo (nonché primo podio) il 16 marzo 2016 a Sankt Moritz in discesa libera. Ai Mondiali di Cortina d'Ampezzo 2021, sua prima presenza iridata, si è classificata 11ª nella discesa libera, mentre l'anno dopo ai XXIV Giochi olimpici invernali di Pechino 2022, sua prima presenza olimpica, ha vinto la medaglia d'argento nel supergigante e si è piazzata 8ª nella discesa libera. Ai Mondiali di Courchevel/Méribel 2023 è stata 4ª nella discesa libera e 19ª nel supergigante, mentre nell'edizione successiva di Saalbach-Hinterglemm 2025 ha vinto la medaglia d'argento nella discesa libera e si è piazzata 5ª nella combinata a squadre.

## Palmarès

### Olimpiadi
- 1 medaglia:
  - 1 argento (supergigante a Pechino 2022)

### Mondiali
- 1 medaglia:
  - 1 argento (discesa libera a Saalbach-Hinterglemm 2025)

### Coppa del Mondo
- Miglior piazzamento in classifica generale: 15ª nel 2024
- 8 podi (5 in discesa libera, 3 in supergigante):
  - 2 vittorie (in discesa libera)
  - 6 terzi posti (3 in discesa libera, 3 in supergigante)

#### Coppa del Mondo - vittorie
| Data          | Località     | Paese    | Specialità |
| ------------- | ------------ | -------- | ---------- |
| 16 marzo 2016 | Sankt Moritz | Svizzera | DH         |
| 13 marzo 2019 | Soldeu       | Andorra  | DH         |

Legenda:

DH = discesa libera

### Coppa Europa
- Miglior piazzamento in classifica generale: 4ª nel 2013
- 9 podi:
  - 2 vittorie
  - 4 secondi posti
  - 3 terzi posti

#### Coppa Europa - vittorie
| Data             | Località        | Paese   | Specialità |
| ---------------- | --------------- | ------- | ---------- |
| 13 gennaio 2014  | Innerkrems      | Austria | SG         |
| 1º febbraio 2014 | Serre Chevalier | Francia | SG         |

Legenda:

SG = supergigante

### Campionati austriaci
- 10 medaglie[2]:
  - 3 ori (discesa libera nel 2014; discesa libera nel 2015; discesa libera nel 2025)
  - 3 argenti (discesa libera, supergigante nel 2012; supergigante nel 2016)
  - 4 bronzi (supercombinata nel 2010; slalom gigante nel 2012; discesa libera, supergigante nel 2023)

### Campionati austriaci juniores
- 12 medaglie[2]:
  - 4 ori (slalom gigante, combinata nel 2009; discesa libera nel 2012; discesa libera nel 2013)
  - 6 argenti (discesa libera nel 2008; supergigante, slalom speciale nel 2009; supergigante, combinata nel 2010; slalom gigante nel 2012)
  - 2 bronzi (slalom speciale nel 2010; supergigante nel 2012)